# Bessèges
Bessèges – miejscowość i gmina we Francji, w regionie Oksytania, w departamencie Gard.
Według danych na rok 2008 gminę zamieszkiwało 3 233 osób, a gęstość zaludnienia wynosiła 310 osoby/km² (wśród 1545 gmin Langwedocji-Roussillon Bessèges plasuje się na 95. miejscu pod względem liczby ludności, natomiast pod względem powierzchni na miejscu 737.).